# Cladonota orientalis
Cladonota orientalis är en insektsart som beskrevs av Strümpel 1973. Cladonota orientalis ingår i släktet Cladonota och familjen hornstritar. Inga underarter finns listade i Catalogue of Life.